# XMF
XMF（Extensible Music Format）可扩展音乐格式，是一种用于捆绑音乐为向导的树状视频文件格式。
目前有五个XMF文件类型定义。最新的一种是XMF File Type 4（编号从0开始）也称作 Interactive XMF（iXMF）互动XMF。
XMF的规格是由MMA于2011年首次发布。

## 另見
- MO3（英语：MO3）
- DLS格式（英语：DLS format）
- MIDI
- 資源交換檔案格式